# Херриман, Джордж
Джордж Джозеф Херриман (англ. George Joseph Herriman, 22 августа 1880 — 25 апреля 1944) — американский автор комиксов и карикатурист. Одной из наиболее известных его работ является комикс Krazy Kat.

## Биография
Херриман родился в 1880 году в Новом Орлеане в семье пекаря. В 1886 году его семья переехала на постоянное место жительства в Лос-Анджелес. В возрасте 17 лет Херриман начал работать иллюстратором и гравировщиком в известной лос-анджелесской ежедневной газете Los Angeles Herald-Examiner. Три года спустя, уже имея за плечами определённый опыт, он перебрался в Нью-Йорк, где начал печатать свои политические карикатуры и комиксы в таких изданиях, как Judge, New York News и New York World.
В июне 1910 года вышла в свет одна из наиболее известных работ автора — юмористический комикс The Dingbat Family, позже выходивший под названием The Family Upstairs. Одними из действующих персонажей комикса были кот и мышь, зарисовки о которых изначально публиковались в самой нижней части основного комикса для заполнения лишнего места. Вскоре два этих персонажа обрели свою собственную серию, получившую название «Krazy Kat» (рус. «Сумасшедший кот»). Первый комикс о приключениях кота Крейзи и мышонка Игнатца вышел в 1913 году и выпускался вплоть до 1944 года. Krazy Kat считается одним из наиболее значимых американских комиксов XX века; работа Херримана оказала значительное влияние на развитие индустрии комиксов в США. Советский режиссёр С. М. Эйзенштейн писал про его главного героя: 
В мировом пантеоне героев комической мультипликации имеется бесподобный предшественник Микки-Мауса. Сумасшедший Кот - Крэзи Кэт. Забавное это создание Джорджа Харримэна родилось рисунком на газетных листах Америки. Кажется, в какой-то из серии этих рисунков Крэзи загнан в самый угол последней картинки. Деваться некуда! И тогда Крэзи преспокойно проламывает контур рамки самого последнего рисунка и вылетает за пределы всех его очертаний!
Однако Херриман не ограничивался одной работой и выпустил такие комиксы, как Baron Bean (1916), Now Listen, Mabel (1919), Stumble Inn (1922), Us Husbands (1926) и Mistakes Will Happen (1926).
Трагическим периодом в жизни Херримана стали 1930-е годы: в 1931 году в автокатастрофе погибла его жена Мейбл, а в 1939 году в возрасте 30 лет скончалась его дочь Бобби. Последние годы своей жизни Херриман провёл в Лос-Анджелесе, где скончался в 1944 году в возрасте 63 лет.